# Saint Kitts e Nevis ai Giochi della XXX Olimpiade
Saint Kitts e Nevis ha partecipato ai Giochi della XXX Olimpiade di Londra, che si sono svolti dal 27 luglio al 12 agosto 2012, con una delegazione di 6 atleti. All'Olimpiade avrebbe dovuto partecipare anche l'atleta Tameka Williams, che avrebbe dovuto competere nei 100 e 200 m piani, ma dopo aver ammesso di aver usato una sostanza vietata si ritirò dai Giochi.

## Atletica leggera
Gare maschili
| Atleta                                                     | Gara            | Batterie | Batterie | Quarti | Quarti | Semifinali      | Semifinali      | Finale          | Finale          |
| Atleta                                                     | Gara            | Tempo    | Pos.     | Tempo  | Pos.   | Tempo           | Pos.            | Tempo           | Pos.            |
| ---------------------------------------------------------- | --------------- | -------- | -------- | ------ | ------ | --------------- | --------------- | --------------- | --------------- |
| Antoine Adams                                              | 100 m           | BYE      | BYE      | 10.22  | 4 q    | 10.27           | 7               | Non qualificato | Non qualificato |
| Antoine Adams                                              | 200 m           | 20.59    | 2 Q      | N.D.   | N.D.   | DSQ             | DSQ             | Non qualificato | Non qualificato |
| Jason Rogers                                               | 100 m           | BYE      | BYE      | 10.30  | 5      | Non qualificato | Non qualificato | Non qualificato | Non qualificato |
| Kim Collins                                                | 100 m           | BYE      | BYE      | DNS    | DNS    | Non qualificato | Non qualificato | Non qualificato | Non qualificato |
| Antoine Adams Brijesh Lawrence Jason Rogers Lestrod Roland | Staffetta 4×100 | 38.41    | 6        | N.D.   | N.D.   | N.D.            | N.D.            | Non qualificati | Non qualificati |